# 背後の一突き

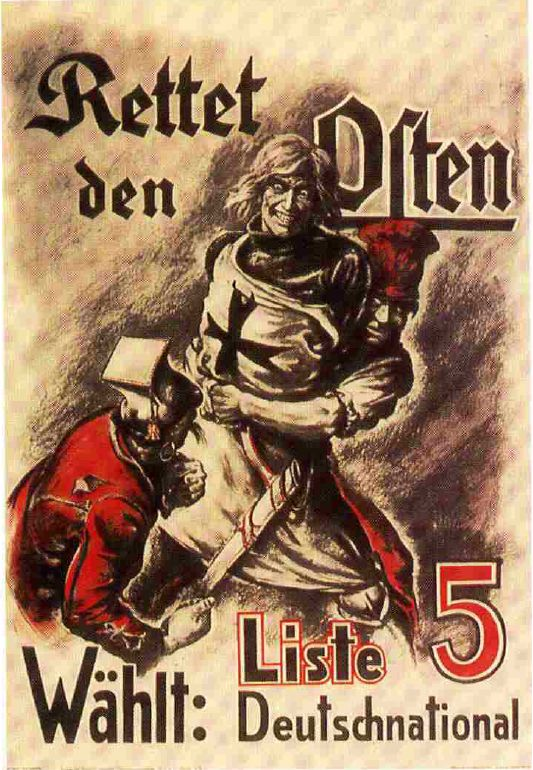
1920年総選挙時の国家人民党によるポスター。東方の敵（ポーランド）と相対するチュートン騎士（ドイツ）を背後から社会主義者が妨害している。

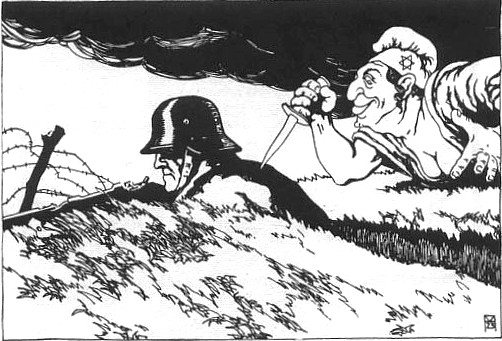
1919年に発行されたオーストリアのポストカード。ナイフを持ったユダヤ人が戦場の兵士を背後から刺そうとしている。

背後の一突き（はいごのひとつき、独:  "Dolchstoẞ von hinten"）とは、第一次世界大戦でのドイツ帝国の敗戦は、戦場でのドイツ軍の敗北によってではなく、銃後（ドイツ本国内）におけるドイツ社会民主党（SPD）を筆頭とする社会主義勢力や、ユダヤ人による戦争妨害・裏切りによってもたらされたとする説明である。軍部など帝政支配層の責任を免除し、ドイツ革命やヴァイマル共和国を非難するために保守派によって盛んに用いられた。
「背後からの一突き」、あるいは「匕首伝説（あいくちでんせつ、独:  Dolchstoßlegende）」とも呼ばれる。

## 歴史

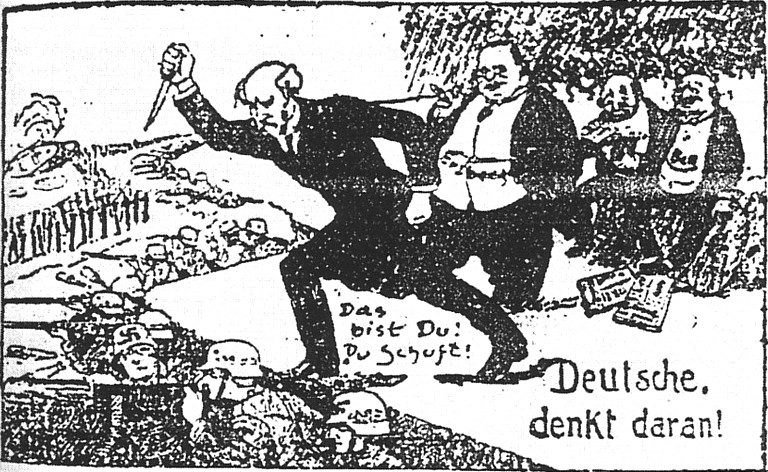
共和国宣言を行ったドイツ社民党の政治家フィリップ・シャイデマンと休戦協定を締結した中央党の政治家マティアス・エルツベルガーが背後からドイツ兵を襲う姿を描いた1924年の風刺画

保守派・右派は第一次世界大戦開戦当初より「勝利の平和」を唱えて積極的に戦争推進してきたが、大戦後期ドイツの戦況が悪化してくると、軍部やドイツ祖国党（大戦中に200万人のメンバーを擁した院外の戦争翼賛大衆組織）を中心に戦争協力しない者に戦況悪化の責任を押し付ける背後の一突き説の萌芽となる言説を唱えるようになった。1918年9月に軍部の休戦申し出により休戦・講和のための新政府を作らねばならなくなった時、軍の実質的指導者で政府の実権も掌握していたエーリヒ・ルーデンドルフ歩兵大将が「我々をここまで追い込んだ勢力」に新政府を委ね、講和を結ばせて「彼らがまいた種を刈らせる」ことを主張したのはそれを象徴する。
フリードリヒ・マイネッケはその回想録の中でドイツ革命が始まる前の1918年10月にドイツ祖国党系の新聞において、ドイツの苦戦の原因を国内の弱気な人々と敗北主義者（暗に社会民主党や中央党左派の人々からなる「自由と祖国のための国民同盟」など、戦争遂行の方針を批判した人々を指す）のせいだとする批判論が展開されていたと証言している。
敗戦後も前線兵士たちへの配慮から「軍は最善を尽くした。責任は全て銃後にある」とする考え方は国民の間に広く共感された。ドイツ革命の中で権力の座に就いた臨時政府議長のフリードリヒ・エーベルト（後のドイツ大統領）も1918年12月の帰還兵たちへの演説の中で「いかなる敵にも諸君らは破れなかった」と彼らの勇戦を称えた。図らずもこのエーベルトの演説も「背後の一突き」説の形成を助けることになった。
後ろから匕首で刺されたという表現は、1918年12月半ばにスイス・チューリッヒの新聞『ノイエ・チュルヒャー・ツァイトゥング』が記者のコメントとして「ドイツ軍は文民によって背後から匕首で刺された」と書いたことに始まる。国外中立者からの発言として背後の一突き説の信憑性を示す物として大いに利用された。
1919年6月のヴェルサイユ条約調印後、ドイツの国民議会でドイツの敗北の原因を調査する調査委員会が開かれた。11月18日にこの委員会に喚問された元参謀総長パウル・フォン・ヒンデンブルク元帥は「帝国は戦争に負けたのではなく、背後から鋭い刃物で一突き（ドルヒシュトース）にされたのである」という証言を行った。左翼勢力が反戦運動や革命運動で国民を扇動し、その結果挙国一致体制が崩れ、戦争続行が不可能になってしまったのであり、したがって敗戦責任は全て革命家や社会主義者にあるとする主張だった。このヒンデンブルクの証言によって背後の一突き説はたちまちのうちにドイツ国民の間に広がったものと考えられている。
またイギリスのフレデリック・モーリス少将が1919年に出版した『最後の4カ月（The Last Four Months）』が、ドイツの新聞によって「ドイツ軍は国内戦線で社会主義者に裏切られたが戦場で敗れたのではなかった」という内容であると紹介されたことも背後の一突き説が広まる原因となった。ヒンデンブルクも先の証言の中で「某イギリス将軍が言ったことは正しい」という表現でモーリスのことに言及している。モーリスはドイツの新聞に否定声明を出したが、いったん流された噂はもはや打ち消すことはできなかった。
背後の一突き説は保守派・右派にとって自分たちの責任を回避しつつ、左翼に責任を押し付けることができる都合のいい歴史観であったため、彼らが積極的にこの伝説を流布した。特に保守政党ドイツ国家人民党が左翼政党を攻撃するのに利用した。

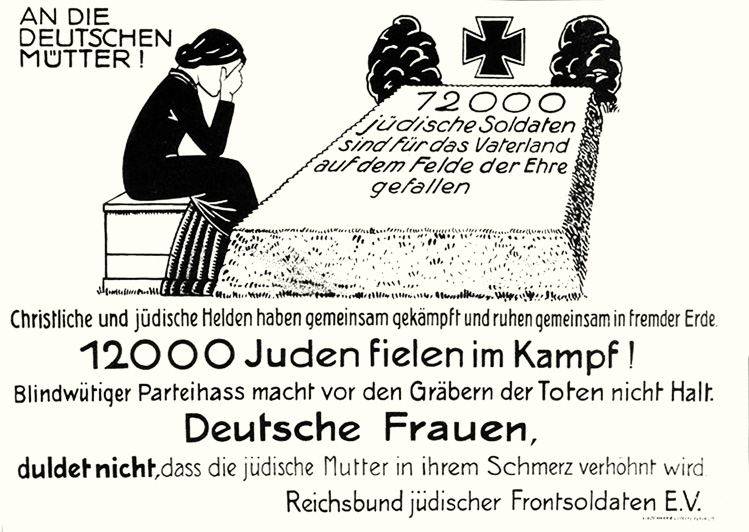
1920年にユダヤ人前線兵士国家同盟が背後の一突き説に対抗して発行したリーフレット。キリスト教徒とユダヤ教徒が分け隔てなく出征し、12,000人のユダヤ人ドイツ軍人が戦死したことを訴えている

さらに当時のロシアやドイツで著名な社会主義者だったレフ・トロツキーやローザ・ルクセンブルク、クルト・アイスナーなどがユダヤ人だったことが背後の一突き説にユダヤ人を絡める言説を招来した。「戦場で不敗のドイツ軍を背後から襲い、敗戦のどさくさに紛れて社会主義革命を起こそうとしたユダヤ人」という反ユダヤ主義宣伝が支持を得るようになった。
国家社会主義ドイツ労働者党（ナチス）やアドルフ・ヒトラーも背後の一突き説を信奉し、1918年11月にドイツ革命を起こした革命家や革命後実権を握ったヴァイマル共和国派を「11月の犯罪者」と呼んで罵倒した。ナチスの歴史家アルフレート・ローゼンベルクは、1922年に著した『国家の敵シオニスト（Der Staatsfeindliche Zionismus）』の中で「ドイツユダヤ人のシオニストたちが、イギリスの勝利とバルフォア宣言実施のためにドイツの敗戦を策動した」というユダヤ陰謀論を展開した。ナチスによって引き継がれた背後の一突き説は第二次世界大戦におけるドイツの敗戦まで維持された。
ジョン・ウィーラー＝ベネットによれば第二次世界大戦中の1943年から連合軍がドイツの無条件降伏という政策を取るようになったのは、敗戦責任をユダヤ人に押し付ける背後の一突き説を二度と唱えられないようにするためであったという。